# 比較級
| ウィキペディアには「比較級」という見出しの百科事典記事はありません（タイトルに「比較級」を含むページの一覧/「比較級」で始まるページの一覧）。 代わりにウィクショナリーのページ「比較級」が役に立つかもしれません。 |